# Григорий II Китроски
Григорий (на гръцки: Θεόκλητος, Григориос) е гръцки духовник, епископ на Вселенската патриаршия.

## Биография
През ноември 1846 година е избран за китроски епископ. Умира на 19 юли 1853 година.